# Żebry-Idźki
Żebry-Idźki (prononciation : [ˈʐɛbrɨ ˈit͡ɕki]) est un village polonais de la gmina de Czernice Borowe dans le powiat de Przasnysz de la voïvodie de Mazovie dans le centre-est de la Pologne.
Il se situe à environ 2 kilomètres au nord-ouest de Czernice Borowe (siège de la gmina), 13 kilomètres à l'ouest de Przasnysz (siège du powiat) et à 94 kilomètres au nord de Varsovie (capitale de la Pologne).
Le village compte approximativement 90 habitants.

## Histoire
De 1975 à 1998, le village appartenait administrativement à la voïvodie de Ciechanów.